# Coracina
Coracina là một chi chim trong họ Campephagidae.

## Các loài
Chi này bao gồm 22 loài:
- Coracina atriceps
- Coracina bicolor
- Coracina boyeri
- Coracina caeruleogrisea
- Coracina caledonica
- Coracina dobsoni
- Coracina fortis
- Coracina ingens
- Coracina javensis
- Coracina larvata
- Coracina leucopygia
- Coracina lineata
- Coracina longicauda
- Coracina macei: Phường chèo xám lớn
- Coracina maxima
- Coracina novaehollandiae
- Coracina papuensis
- Coracina personata
- Coracina schistacea
- Coracina striata
- Coracina temminckii
- Coracina welchmani

## Chuyển đi

### Analisoma
- Coracina analis = Analisoma anale / Edolisoma anale
- Coracina coerulescens = Analisoma coerulescens / Edolisoma coerulescens 
  - (†) C. c. altera, C. c. coerulescens và C. c. deschauenseei
- Coracina ostenta = Analisoma ostentum / Edolisoma ostentum

### Ceblepyris
- Coracina caesia = Ceblepyris caesius
  - C. c. caesia và C. c. pura
- Coracina cinerea = Ceblepyris cinereus
  - C. c. cinerea và C. c. pallida
- Coracina cucullata = Ceblepyris cucullatus
  - C. c. cucullata và C. c. moheliensis
- Coracina graueri = Ceblepyris graueri
- Coracina pectoralis = Ceblepyris pectoralis

### Celebesica
- Coracina abbotti = Celebesica abbotti
- Coracina parvula= Celebesica parvula / Edolisoma parvulum

### Cyanograucalus
- Coracina azurea = Cyanograucalus azureus

### Edolisoma
- Coracina tenuirostris admiralitatis = Edolisoma admiralitatis
- Coracina ceramensis = Edolisoma ceramense
  - C. c. ceramensis và C. c. hoogerwerfi
- Coracina dispar = Edolisoma dispar
- Coracina dohertyi = Edolisoma dohertyi
- Coracina holopolia = Edolisoma holopolium
  - C. h. holopolia, C. h. pygmaea và C. h. tricolor
- Coracina incerta = Edolisoma incertum
- Coracina insperata = Edolisoma insperatum
- Coracina melas = Edolisoma melas
  - C. m. batantae, C. m. goodsoni, C. m. melas, C. m. tommasonis và C. m. waigeuensis
- Coracina mindanensis = Edolisoma mindanense
  - C. m. elusa, C. m. everetti, C. m. lecroyae, C. m. mindanensis và C. m. ripleyi
- Coracina monacha = Edolisoma monacha
- Coracina montana = Edolisoma montanum
  - C. m. bicinia và C. m. montana
- Coracina morio = Edolisoma morio
  - C. m. morio, C. m. salvadorii và C. m. talautensis
- Coracina nesiotis = Edolisoma nesiotis
- Coracina remota = Edolisoma remotum
  - C. r. erythropygia, C. r. remota, C. r. saturatior và C. r. ultima
- Coracina salomonis = Edolisoma salomonis
- Coracina schisticeps = Edolisoma schisticeps
  - C. s. poliopsa, C. s. reichenowi, C. s. schisticeps và C. s. vittata
- Coracina sula = Edolisoma sula
- Coracina tenuirostris = Edolisoma tenuirostre
  - C. t. amboinensis, C. t. aruensis, C. t. edithae, C. t. emancipata, C. t. grayi, C. t. heinrothi, C. t. kalaotuae, C. t. matthiae, C. t. melvillensis, C. t. meyerii, C. t. muellerii, C. t. nehrkorni, C. t. nisoria, C. t. numforana, C. t. obiensis, C. t. pelingi, C. t. pererrata, C. t. rooki, C. t. rostrata, C. t. tagulana, C. t. tenuirostris và C. t. timoriensis

### Lalage
- Coracina fimbriata = Lalage fimbriata
  - C. f. compta, C. f. culminata, C. f. fimbriata, C. f. neglecta và C. f. schierbrandi
- Coracina melanoptera = Lalage melanoptera
  - C. m. melanoptera và C. m. sykesi
- Coracina melaschistos = Lalage melaschistos
  - C. m. avensis, C. m. intermedia, C. m. melaschistos và C. m. saturata,
- Coracina newtoni = Lalage newtoni
- Coracina polioptera = Lalage polioptera
  - C. p. indochinensis, C. p. jabouillei và C. p. polioptera
- Coracina typica = Lalage typica

### Malindangia
- Coracina mcgregori = Malindangia mcgregori

## Hình ảnh

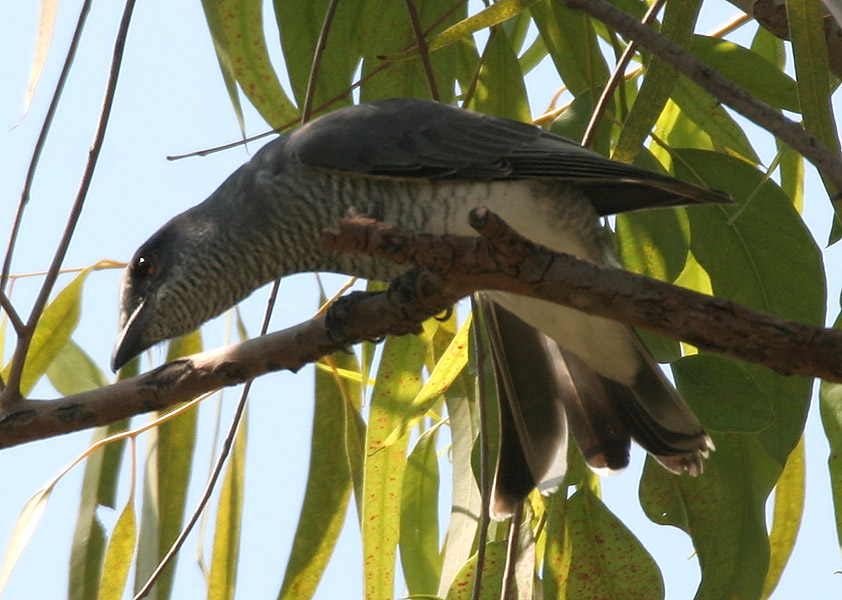
Coracina macei
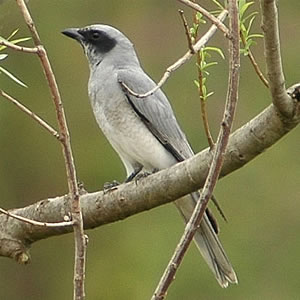
Coracina novaehollandiae
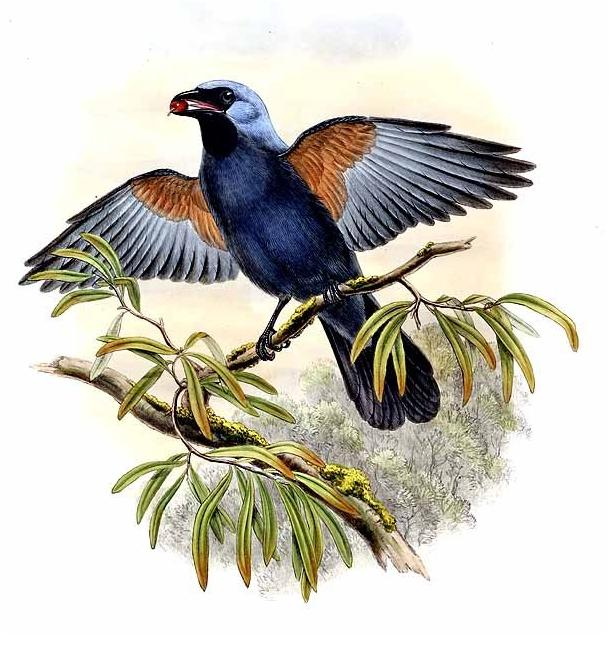
Coracina caeruleogrisea
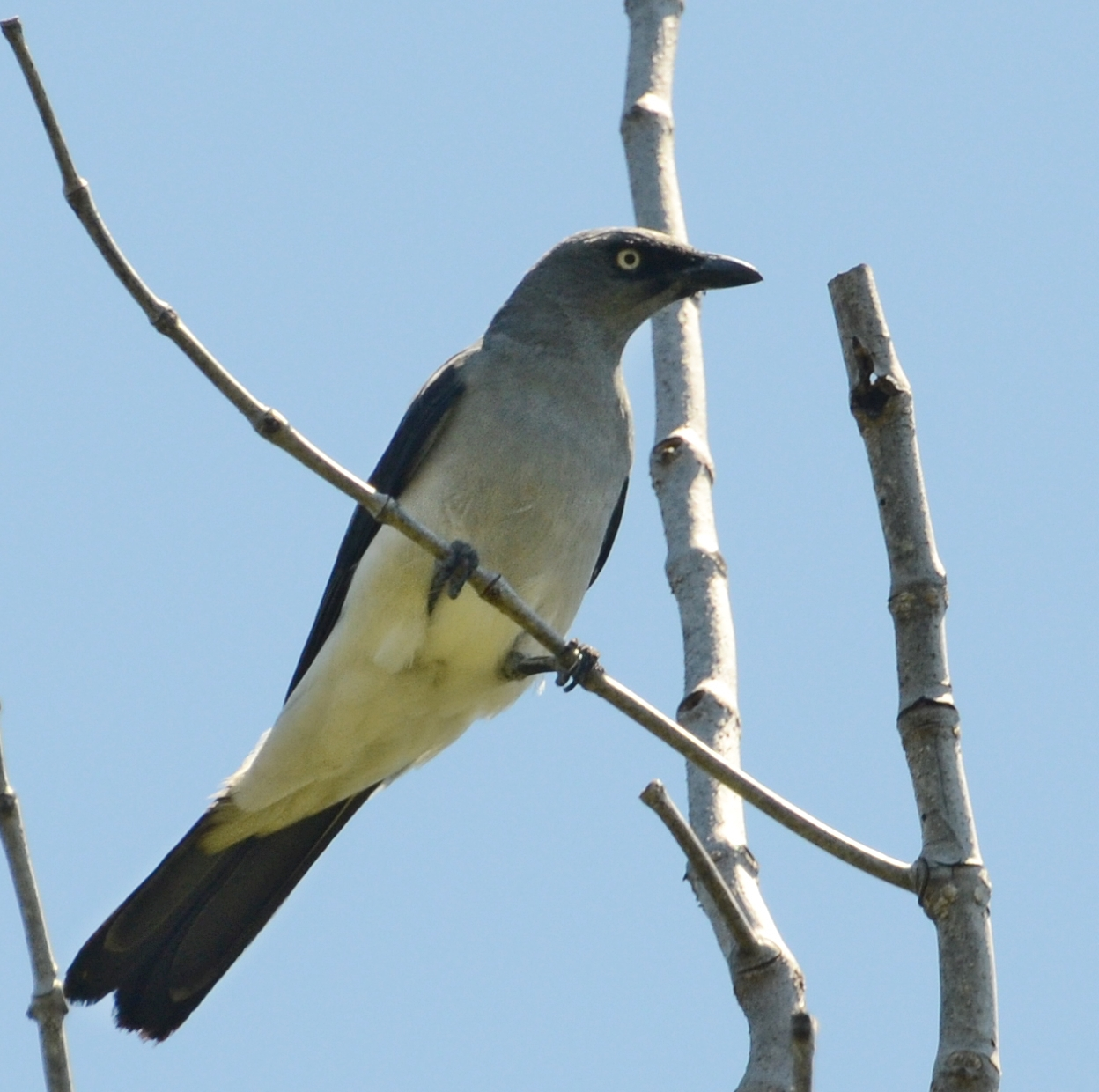
Coracina leucopygia